# 二項演算
数学において、二項演算（にこうえんざん、英: binary operation）は、数の四則演算（加減乗除）などの 「二つの数から新たな数を決定する規則」 を一般化した概念である。二項算法（にこうさんぽう）、結合などともいう。

## 定義
集合 A 上で定義される 2 変数の写像
{\displaystyle \mu \colon A\times A\to A;\ (x,y)\mapsto \mu (x,y)}
を A 上の二項演算あるいは乗法などと呼び、集合 A を二項演算 μ の台集合 (underlying set) などと呼ぶ。A の 2 元 x, y に対し、順序対 (x, y) の二項演算 μ による像 μ(x, y) を x と y の積あるいは結合などと呼んで、多くの場合に中置記法に則って x μ y のように記す（混乱のおそれの無い場合には、しばしば xy と略記する）。
また、A × A 上の写像 g が A 上の二項演算を与えるとき、A は g について閉じているあるいは g は A において閉じているという。
A の任意の二つの対象から、第三の対象を与える「二項演算」の手続きのみが与えられていて、その手続きの値域がふたたび A に含まれるかどうか（第三の対象が A の対象となるか）が問題となるとき、この演算が閉じているかどうかを検討することが求められる。
そのような例として、ある集合 S がより大きな集合 A の部分集合であって、A が特定の代数的構造を備えた代数系であるとき、S が A の部分代数系となること（すなわち、A の各演算を S に制限した演算を考えるとき S 自身が同じ代数的構造を持つこと）は、各演算が S において閉じていることが必要十分である。

## 諸概念
1つまたは複数の二項演算に結合律、可換律あるいは分配律などといった条件が成立するかどうかを考えることで、二項演算やそれらの関係を分類することができる。
台集合 {\displaystyle A} とその上の二項演算 {\displaystyle \mu } がなす組 {\displaystyle (A,\mu )} をマグマという。マグマが持つ二項演算に課せられた条件に基づいて半群や環、アーベル群など、様々な代数的構造が見いだされる。

## 外部二項演算
ベクトル空間におけるベクトルのスカラー倍のようなものを二項演算と考える流儀もある。一般に、集合 A, B に対し、B の A への作用、つまり
{\displaystyle \mu \colon B\times A\to A;\ (b,a)\mapsto b\mathop {\,\mu \,} a}
の形で与えられる写像 μ を外部二項演算と呼んで二項演算の仲間に入れることがある。このとき、元の意味での二項演算を内部二項演算と呼んで区別する。外部二項演算 μ が与えられたとき、適当な写像
{\displaystyle \alpha \colon B\to A^{A};\ b\mapsto \alpha _{b}}
を用いると、B の各元 b において A 上の作用素、つまり
{\displaystyle \alpha _{b}(a)=b\mathop {\,\mu \,} a}
を満たす A 上の単項演算
{\displaystyle \alpha _{b}\colon A\to A;\ a\mapsto b\mathop {\,\mu \,} a}
が得られるので、外部二項演算 μ を A 上の単項演算の族 {αb}b∈B と見なすことができる。これは、これらの単項演算が A の内部での演算になっているので、代数系の構造論を考える立場からは自然な見方である。なお一般の場合として、集合 A, B, C に対し 2 変数の写像
{\displaystyle f\colon A\times B\to C}
を形式にこだわらずに二項演算とか積などと呼ぶ場合もある。この立場では例えばベクトルの内積などが二項演算の仲間に含まれる。